# Anni 790 a.C.
Gli anni 790 a.C. sono il decennio che comprende gli anni dal 799 a.C. al 790 a.C. inclusi.

## Morti
- Petubasti I, faraone egizio